# Agis IV.
Agis IV. (altgriechisch Ἆγις Ágis) aus dem Haus der Eurypontiden war von 244 bis zu seinem Tod 241 v. Chr. König von Sparta.
Möglicherweise unter dem Einfluss des Stoikers Sphairos wollte Agis IV., der Sohn seines Vorgängers Eudamidas II., die sozialen Spannungen in der spartanischen Gesellschaft durch Bodenreformen und eine Neukonstituierung der Gesellschaft überwinden. Zu dieser Zeit war die Zahl der spartanischen Vollbürger auf wohl nur noch etwa 700 zurückgegangen, von denen nach wohl übertriebener Überlieferung bei Plutarch nur noch 100 Land besaßen. Die Besitzunterschiede unter den Vollbürgern, einer Schicht, die eigentlich aus Gleichen bestehen sollte, waren beträchtlich. Deshalb brachte der Ephor Lysandros auf Betreiben des Agis 243/242 ein Gesetz ein, das einen allgemeinen Schuldenerlass und eine Erweiterung der Bürgerschaft durch die Einrichtung von 4500 Kleroi für Spartiaten und 15.000 Kleroi für Periöken vorsah.
Die Mehrheit der Spartiaten stimmte für das Gesetz, doch die Gerusia verweigerte dem Gesetz mit knapper Mehrheit die Zustimmung. Nach einer bewaffneten Auseinandersetzung zwischen Agis IV. und seinem Mitkönig Leonidas II. wurde letzterer abgesetzt und musste in ein Tempelasyl fliehen. Danach begann man mit der Reform. Nach der Schuldentilgung stockte der Prozess jedoch bei der Landverteilung, was angeblich am Egoismus des Mitreformers Agesilaos lag: dieser hatte laut Plutarch zwar aus persönlichen Gründen eine Schuldentilgung gewünscht, stemmte sich als Großgrundbesitzer aber nun gegen eine Bodenreform.
Agis verlor daraufhin an Rückhalt in der Bevölkerung und Leonidas kehrte unter Tumulten zurück. Er ließ durch die neu eingesetzten Ephoren einen Überfall auf den ins Tempelasyl geflüchteten Agis inszenieren und ihn anschließend hinrichten, als eine Gruppe von Anhängern des Königs seine Freilassung forderte. Damit waren die Reformen vorerst gescheitert. Auch Agis’ Mutter Agesistrata und seine Großmutter Archidameia wurden hingerichtet.
Wenige Jahre später sollte Kleomenes III., der nach dem Tod des Agis IV. dessen Gattin Agiatis heiratete, die Reformansätze erneut aufgreifen.